# Manfred Raasch
Manfred Raasch  (* 13. Juli 1931 in Berlin; † 8. Juni 1965 in Zschortau) war ein deutscher Schauspieler und Sänger.

## Leben
Mitte der 1960er-Jahre veröffentlichte Raasch verschiedene Schlager-Lieder und trat in Fernsehfilmen wie Liebe postlagernd (1963) und Tresorknacker (1964) auf. 1965 war er als Sprecher für den DEFA-Musikfilm Nichts als Sünde tätig. Raasch war auch unter dem Künstlernamen Ole Jelten bekannt. Unter diesem Pseudonym nahm er zwischen 1963 und 1964 einige Platten mit Seemannsliedern und Shanties auf. Er war im Jahr 1964 mit einigen dieser Lieder mehrmals auch in der DFF-Fernsehsendung Klock 8, achtern Strom zu Gast.
Er starb am 8. Juni 1965 infolge eines Verkehrsunfalls. Als Beifahrer befand sich auch sein Kollege, der Kabarettist und Schauspieler Günther Haack, mit im Unfallwagen. Während Raasch noch am Unfallort seinen schweren Verletzungen erlag, verstarb Haack im Alter von nur 36 Jahren einige Tage nach dem tragischen Ereignis am 16. Juni 1965 in Halle (Saale). Der Unfall ereignete sich abends bei der Rückfahrt von Bitterfeld nach Leipzig ins Hotel auf der F184 zwischen den Ortschaften Brodau und Brodenaundorf, die Ortsteile der Gemeinde Zschortau sind. Raasch hinterließ seine Frau und eine Tochter.

## Werke (Auswahl)
- Ich hab’ sie im Magazin gesehn, 1963
- Dann ist mein Glück gemacht, 1963
- Die Liebe ist immer an Bord, 1963
- Fragen an Krause, 1963[4]

## Filmografie
- 1963: Liebe postlagernd (Fernsehfilm)
- 1963: Die Spur führt in den 7. Himmel (TV-Film in fünf Teilen)
- 1964: Tresorknacker (Fernsehfilm)
- 1965: … nichts als Sünde (Synchronisation Gesang)